# Live: A Nite on the Strip
Live: A Nite on the Strip är ett livealbum av L.A. Guns, utgivet 2000. Albumet är det första med den klassiska line-upen sedan 1994 års Vicious Circle. Albumet spelades in den 7 oktober 1999 på Key Club på Sunset Boulevard i Hollywood. 

## Låtlista
1. "Face Down" - 4:23
2. "Sex Action" - 3:44
3. "One More Reason" - 4:00
4. "Kiss My Love Goodbye" - 3:48
5. "Bitch Is Back" - 3:21
6. "Time" - 5:06
7. "Long Time Dead" - 3:48
8. "Over the Edge" - 6:23
9. "Never Enough" - 4:16
10. "Nothing Better to Do" - 2:40
11. "Guitar Solo" - 0:59
12. "Electric Gypsy" - 4:32
13. "Ballad of Jayne" - 6:17
14. "Rip N Tear" - 5:06

## Medverkande
- Phil Lewis - sång
- Tracii Guns - gitarr
- Mick Cripps - gitarr
- Kelly Nickels - bas
- Steve Riley - trummor